# 兔嘲男孩
是一部於2019上映的美國黑色喜劇劇情片，由塔伊加·維迪提編劇和執導。電影改編自克莉絲汀·盧南斯的小說《Caging Skies》，由羅曼·格里芬·戴維斯、湯瑪遜·麥肯錫、維迪提、瑞貝爾·威爾森、史蒂芬·默錢特、阿爾菲·阿倫 （Alfie Allen）、奧斯卡最佳男配角得主山姆·洛克威爾和史嘉蕾·喬韓森主演。
《乔乔的异想世界》2019年9月8日在多倫多國際影展舉行全球首映禮，同時獲得該影展的觀眾票選大獎，並定於2019年10月18日在美國院線上映。由于中国大陆新型冠状病毒疫情，原定于2020年2月12日上映的本片宣布撤出2月档期。而在第92屆奧斯卡金像獎上，《乔乔的异想世界》共獲得六項提名，包括最佳電影、最佳改編劇本、最佳剪接、最佳女配角、最佳服裝設計及最佳藝術指導。最終在奧斯卡頒獎禮上，塔伊加·維迪提憑電影奪得最佳改編劇本，令維迪提斬獲人生第一個奧斯卡小金人。同時飾演單親母親的施嘉莉祖安遜憑劇中一角，獲得第92屆奧斯卡金像獎最佳女配角提名。

## 劇情
1944年末至納粹德國戰敗投降期間，喬喬是一名十歲的希特勒青年團團員，他經常與自己幻想出的「希特勒」對話，希特勒會在失意時鼓勵他，並反覆提醒他多年來被灌輸的納粹思想。喬喬對政治狂熱，渴望加入納粹少年軍報效國家，但少年軍訓練營中各樣的訓練，讓瘦弱的喬喬信心全失。隊長知曉喬喬的父親在戰場失蹤，所以他在訓練中便刻意針對喬喬，逼他殺死幼兔以示勇敢。善良的喬喬下不了手，遭到團員嘲笑。為了證明自己並不懦弱，喬喬搶過訓練營教官克列辛道夫上尉（K上尉）手中的手榴彈並引爆，卻不慎炸傷自己。
喬喬受傷後面部留疤、暫時不良於行，這扼殺了他想成為希特勒私人護衛隊成員的夢想，他只能留在青年團辦公室擔任宣傳。而K上尉和下屬也因失職而被降職至該處。喬喬的母親蘿斯一邊細心安慰諸如綁兔子般的鞋帶等細節都仍要她協助的喬喬，一邊以鐵腕對待曾為其丈夫同袍的K上尉，讓喬喬的康復療程較為順利。
一日，喬喬在樓上房間緬懷早逝的姐姐時，發現被秘密收留在密室的猶太少女艾莎。起初兩人僵持不下，因為倘若艾莎被告發，喬喬和其母親都會受牽連，後來喬喬得知艾莎有個叫彌敦的未婚夫，便冒充他寫信給艾莎，試圖動搖艾莎的內心。但喬喬逐漸發現猶太人並不像自己所學般邪惡，納粹思想開始動搖。他在一次任務中與已成為軍人的好友約奇重逢，坦誠了與艾莎的近況，稱艾莎為自己的女朋友。
在美英法聯軍及蘇聯軍的夾擊下，德國節節敗退，蓋世太保亦找上門來，艾莎以喬喬姐姐的身份蒙混過關。入冬後某日，喬喬發現母親因長期宣揚德國和平自由的行動敗露而遭到行刑，喬喬十分悲痛，一度以匕首刺向艾莎，又在流血時停下並崩潰痛哭，艾莎意會到發生在蘿斯身上的慘劇，兩人收拾心情並相互談心，艾莎表示自己深信喬喬的父親，其實仍在外不斷推動德國和平。
德國面臨慘敗，在真實的希特勒自盡後，喬喬在街上蒐集物資，這時蘇聯和美國等軍隊已要攻陷這座城市，小孩和平民上場殺敵，並逐一戰死或重傷，徬徨無助的喬喬躲在屋子底層。戰爭結束後，納粹德國的旗幟陸續被拆除，德軍和蓋世太保也遭俘擄，喬喬被發現後也被抓走，K上尉犧牲自己讓喬喬逃走。
回到家後，喬喬想到艾莎已經得到自由，但其不希望艾莎離去，一時之間撒謊表示德軍戰勝，不過喬喬終於領悟成長，他向艾莎表示自己受彌敦所託，要帶艾莎潛逃，而艾莎也面對現實，坦言彌敦早已過世。喬喬和艾莎互相告白，認為彼此有如姊弟般相愛著對方，可以共同面對未知的困難。在收拾行囊時，面對最後掙扎的喬喬，把自己幻想出來的朋友「希特勒」一腳踹出窗外，決心不再當納粹。在喬喬幫艾莎綁好兔子般的鞋帶後，艾莎開門見到美國旗幟飄揚，便向撒謊的喬喬打了一巴掌。接著，兩人在這個終於和平、自由的城市裡開心地跳著舞。

## 演員
- 羅曼·格里芬·戴維斯 飾 喬喬·貝茲勒（Johannes "Jojo" Betzler），10歲，熱血、天真的德國小孩，希特拉青年團的成員。（別名：祖祖元帥（蘿斯專用）、膽小兔子祖祖「Jojo Rabbit」、小希魔（艾莎專用））
- 史嘉蕾·喬韓森 飾 蘿斯·貝茲勒（Rosie Betzler），喬喬的母親，丈夫在戰場失蹤後成為單親媽媽；和平愛好者。
- 湯瑪遜·麥肯錫 飾 艾莎·寇（Elsa Korr），17歲，蘿斯秘密幫助的猶太少女。（別名：女傑西·歐文斯+開膛手傑克（希特拉專用））
- 塔伊加·維迪提 飾 納粹德國元首阿道夫·希特勒（Adolf Hitler），喬喬幻想出來的朋友（並非真實的希特拉）。
- 山姆·洛克威爾 飾 克列辛道夫上尉/K上尉（Captain Klenzendorf "Capatin K"），喬喬在希特拉青年團訓練營及辦公室的教官、長官。
- 瑞貝爾·威爾森 飾 拉姆小姐（Fräulein Rahm），喬喬在青年團訓練營及辦公室的長官。
- 史蒂芬·默錢特 飾 狄爾茲上尉（Captain Deertz），納粹黨蓋世太保，分隊隊長。
- 阿爾菲·阿倫 飾 芬克爾（Finkel），克列辛道夫上尉身旁的左右手。
- 阿奇·耶茨 飾 約奇（Yorki），11歲，喬喬摯友，希特拉青年團的成員。

## 製作
維迪提所創作出的劇本，是他母親看到克莉絲汀·盧南斯的小說《Caging Skies》之後，將書介紹給他，這令他受啟發而創作出劇本。
維迪提﹕「如果有人跟我說現在還不是時候，拍一部二戰喜劇，我會說現在正是時候，因為喜劇一直是最容易讓觀眾放鬆並接收訊息的方式。」
而據網上傳出的劇本及導演維迪提訪問中提到，電影的劇本其實維迪提早於2012年寫好了，當時維迪提還未成名，當時劇本也被評論為出色傑作但難以拍成電影。再之後維迪提又忙於拍攝其他電影，擱置了拍攝《兔嘲男孩》的計劃，到2017年完成《雷神索爾3：諸神黃昏》之後才重啟計劃。但福斯探照燈影業決定拍攝這電影時，也開出條件，指定要求了導演自己飾演阿道夫·希特勒。據《浮華世界》指出，導演當初不想演希特拉這角色，但奈何沒有演員想做，最終迫於無奈由他上陣。
到2018年3月，有報導塔伊加·維迪提將會執導和出演一部有關阿道夫·希特勒的電影。同月，史嘉蕾·喬韓森加盟劇組，飾演反納粹的主角母親。2018年4月，山姆·洛克威爾加盟劇組，飾演希特勒青年營中的納粹德國上尉。2018年5月，瑞貝爾·威爾森加盟劇組，飾演一名剛被招募參加希特勒青年營的野蠻教練。同月，羅曼·格里芬·戴維斯加入劇組，飾演喬韓森的兒子，而湯瑪遜·麥肯錫則飾演被喬韓森隱藏在家中的猶太女孩。2018年6月，阿爾菲·阿倫和史蒂芬·默錢特加盟劇組。阿倫飾演芬克爾（Finkel），是克列辛道夫上尉的二把手，而默錢特飾演狄爾茲上尉，是一名蓋世太保特工。

### 拍攝
引述外國傳媒《浮華世界》報導，導演維迪提從五個國家獲得了過千條的試鏡片段，最終盧文·格芬·戴維斯擊敗過千人而獲得Jojo Betzler一角。該報導續指出，其實盧文·格芬·戴維斯當時為《陽光兔仔兵》的試鏡時間是非常遲，皆因他先為FOX另一部作品《賽道狂人》試鏡後，才去《陽光兔仔兵》試鏡。
主體拍攝於2018年5月28日在布拉格開始。補拍於2019年2月正式完成。

## 發行
《兔嘲男孩》於2019年9月8日在多倫多國際影展舉行全球首映禮。華特迪士尼工作室電影將電影排定於2019年10月18日在美國院線上映。

## 迴響

### 評價
爛番茄根據390條評論，持有80%的新鮮度，平均得分7.51／10，觀眾投票獲得95%的分數，平均得分為4.6／5。在Metacritic上，電影獲得了58分。

### 獎項
| 獎項和提名             | 獎項和提名                 | 獎項和提名 | 獎項和提名 | 獎項和提名    | 獎項和提名 |
| 獎項                   | 類別                       | 提名人或得獎人 | 結果       | 參考          |            |
| ---------------------- | -------------------------- | --- | ---------- | ------------- | ---------- |
| 2019年多倫多國際影展   | 最佳觀眾票選獎             | 《兔嘲男孩》 | 獲獎       | [ 18 ]        |            |
| 藝術總監協會獎         | 最佳藝術指導               | Ra Vincent | 提名       | [ 19 ]        |            |
| 第92屆奧斯卡金像獎     | 最佳女配角                 | 施嘉莉·祖安遜 | 提名       | [ 20 ]        |            |
| 第92屆奧斯卡金像獎     | 最佳電影                   | 《兔嘲男孩》 | 提名       | [ 20 ]        |            |
| 第92屆奧斯卡金像獎     | 最佳服裝設計               | 瑪耶絲·C·魯貝奧 | 提名       | [ 20 ]        |            |
| 第92屆奧斯卡金像獎     | 最佳藝術指導               | Ra Vincent, Nora Sopková                                                                                           | 提名       | [ 20 ]        |            |
| 第92屆奧斯卡金像獎     | 最佳改編劇本               | 泰格·韋替替 | 獲獎       | [ 20 ]        |            |
| 第92屆奧斯卡金像獎     | 最佳剪接                   | Tom Eagles | 提名       | [ 20 ]        |            |
| 第77屆金球獎           | 最佳音樂及喜劇電影         | 《兔嘲男孩》 | 提名       | [ 21 ]        |            |
| 第77屆金球獎           | 最佳音樂及喜劇類電影男主角 | 盧文·格芬·戴維斯                                                                                                   | 提名       | [ 21 ]        |            |
| 第70屆美國剪輯工會獎   | 最佳音樂及喜劇剪輯電影     | Tom Eagles | 獲獎       | [ 22 ]        |            |
| 澳大利亞影視藝術學院獎 | 最佳國際劇本               | 泰格·韋替替 | 獲獎       | [ 23 ]        |            |
| 服裝設計師協會         | 最佳舊時代電影             | 瑪耶絲·C·魯貝奧 | 獲獎       | [ 24 ]        |            |
| 影評人選擇大獎         | 最佳年輕演員               | 盧文·格芬·戴維斯                                                                                                   | 獲獎       | [ 25 ]        |            |
| 影評人選擇大獎         | 最佳年輕演員               | 湯瑪遜·麥肯錫 | 提名       | [ 25 ]        |            |
| 影評人選擇大獎         | 最佳年輕演員               | 阿切·亞特斯 | 提名       | [ 25 ]        |            |
| 影評人選擇大獎         | 最佳改編劇本               | 泰格·韋替替 | 提名       | [ 25 ]        |            |
| 影評人選擇大獎         | 最佳喜劇電影               | 《兔嘲男孩》 | 提名       | [ 25 ]        |            |
| 影評人選擇大獎         | 最佳電影                   | 《兔嘲男孩》 | 提名       | [ 25 ]        |            |
| 影評人選擇大獎         | 最佳女配角                 | 施嘉莉·祖安遜 | 提名       | [ 25 ]        |            |
| 好萊塢評論家協會       | 最佳改編劇本               | 泰格·韋替替 | 獲獎       | [ 26 ]        |            |
| 好萊塢評論家協會       | 最佳男導演                 | 泰格·韋替替 | 提名       | [ 26 ]        |            |
| 好萊塢評論家協會       | 最佳23歲及以下演員/女演員  | 盧文·格芬·戴維斯                                                                                                   | 提名       | [ 26 ]        |            |
| 好萊塢評論家協會       | 最佳23歲及以下演員/女演員  | 湯瑪遜·麥肯錫 | 提名       | [ 26 ]        |            |
| 好萊塢評論家協會       | 最佳電影                   | 《兔嘲男孩》 | 提名       | [ 26 ]        |            |
| 荷里活電影獎           | 最佳攝影                   | Mihai Mălaimare Jr.                                                                                                | 獲獎       | [ 27 ]        |            |
| 荷里活電影獎           | 最佳藝術指導               | Ra Vincent | 獲獎       | [ 27 ]        |            |
| 人道主義電影獎         | 最佳音樂及喜劇電影         | 《兔嘲男孩》 | 獲獎       | [ 28 ]        |            |
| 美國編劇工會獎         | 最佳改編劇本               | 泰格·韋替替 | 獲獎       | [ 29 ] [ 30 ] |            |
| 第73屆英国电影学院奖   | 最佳改編劇本               | 泰格·韋替替 | 獲獎       | [ 31 ]        |            |
| 第73屆英国电影学院奖   | 最佳原創音樂               | Michael Giacchino                                                                                                  | 提名       | [ 31 ]        |            |
| 第73屆英国电影学院奖   | 最佳服裝設計               | 瑪耶絲·C·魯貝奧 | 提名       | [ 31 ]        |            |
| 第73屆英国电影学院奖   | 最佳剪接                   | Tom Eagles | 提名       | [ 31 ]        |            |
| 第73屆英国电影学院奖   | 最佳藝術指導               | Ra Vincent, Nora Sopková                                                                                           | 提名       | [ 31 ]        |            |
| 第73屆英国电影学院奖   | 最佳女配角                 | 施嘉莉·祖安遜 | 提名       | [ 31 ]        |            |
| 美國選角學會           | 特色/獨立工作室–喜劇       | Des Hamilton | 獲獎       | [ 32 ]        |            |
| 美國導演協會獎         | 最佳執導-特色電影          | 泰格·韋替替 | 提名       | [ 33 ]        |            |
| 金德比獎               | 最佳電影                   | 《兔嘲男孩》 | 提名       | [ 34 ]        |            |
| 金德比獎               | 最佳改編劇本               | 泰格·韋替替 | 提名       | [ 34 ]        |            |
| 金德比獎               | 最佳服裝設計               | 瑪耶絲·C·魯貝奧 | 提名       | [ 34 ]        |            |
| 好萊塢音樂媒體獎       | 最佳原創音樂-特色電影      | Michael Giacchino                                                                                                  | 提名       | [ 35 ]        |            |
| 美國製片人協會獎       | 最佳戲劇電影               | 《兔嘲男孩》 | 提名       | [ 36 ]        |            |
| 第23屆衛星獎           | 最佳男主角–音樂/喜劇電影   | 泰格·韋替替 | 提名       | [ 37 ]        |            |
| 第23屆衛星獎           | 最佳改編劇本               | 泰格·韋替替 | 提名       | [ 37 ]        |            |
| 電影演員協會獎         | 劇組整體表現               | 羅曼·格里芬·戴維斯 史嘉蕾·喬韓森 湯瑪遜·麥肯錫 塔伊加·維迪提 山姆·洛克威爾 瑞貝爾·威爾森 史蒂芬·默錢特 阿爾菲·阿倫 | 提名       | [ 38 ]        |            |
| 電影演員協會獎         | 最佳女配角                 | 施嘉莉·祖安遜 | 提名       | [ 38 ]        |            |

## 外部連結
- 互联网电影数据库（IMDb）上《兔嘲男孩》的资料（英文）